# Homaxinella ramosimassa
Homaxinella ramosimassa är en svampdjursart som beskrevs av Tanita och Kazuo Hoshino 1989. Homaxinella ramosimassa ingår i släktet Homaxinella och familjen Suberitidae.
Artens utbredningsområde är havet kring Japan. Inga underarter finns listade i Catalogue of Life.